# José García Garnero
José García Garnero va ser un militar espanyol.

## Biografia
Militar professional, es va diplomar en Estat Major. Va arribar a prendre part en la Guerra del Rif.
Després de l'esclat de la Guerra civil es va mantenir fidel a la República, integrant-se més endavant en l'Exèrcit Popular de la República. Aconseguiria el grau de tinent coronel. L'agost de 1937 va ser designat cap del XIII Cos d'Exèrcit, al front de Terol, ja que va mantenir fins a començaments de 1938. Segons Carlos Engel, entre setembre i octubre de 1937 també hauria exercit la prefectura d'Estat Major del XXI Cos d'Exèrcit. El juliol del 1938 va ser nomenat cap d'Estat Major del XXIV Cos d'Exèrcit, unitat de reserva del Grup d'Exèrcits de la Regió Central. Es mantindria en aquest lloc fins a finals d'aquest any.

## Obres
- —— (1936). Nociones de topografía, cartografía y astronomía. Barcelona: Gustavo Gili.